# Microedma extorris
Microedma extorris là một loài bướm đêm trong họ Noctuidae.